# Ketziner Havelinseln
Das Naturschutzgebiet Ketziner Havelinseln liegt auf dem Gebiet der Stadt Ketzin/Havel im Landkreis Havelland und im Landkreis Potsdam-Mittelmark in Brandenburg.
Das etwa 237,6 ha große Naturschutzgebiet mit der Kennung 1154 wurde mit Verordnung vom 12. März 2003 unter Naturschutz gestellt. Es erstreckt sich westlich des Kernortes Ketzin/Havel nördlich und südlich der Havel. Nördlich des Gebietes verläuft die Landesstraße L 92 und östlich die L 86.